# Video-CD
Die Video-CD (kurz: VCD) ist ein Standard für das Speichern von Videodaten auf einer Compact Disc. Abgespielt werden Video-CDs auf speziellen Video-CD-Spielern oder mit Kombigeräten, die zusätzlich auch Laserdisc oder CD-i abspielen können. Da die verwendeten Kompressionsverfahren (mit abweichenden Einstellungen) auch auf der DVD-Video verwendet werden, lassen sich Video-CDs auch auf vielen DVD-Spielern oder dem Personal Computer ansehen.

## Technische Details
Der Video-CD-Standard wurde 1993 von einem Konsortium der Elektronik-Hersteller JVC, Matsushita, Philips und Sony verabredet und im sogenannten White Book festgehalten. Er gehört damit zu den offiziellen CD-Formaten, die das Compact-Disc-Logo tragen dürfen – in diesem Fall Compact Disc Digital Video. Er beschreibt das Abspeichern von Videodaten nach dem MPEG-1-Standard auf einer Standard-CD. Die im Standard festgelegte Auflösung beträgt für PAL 352 × 288 Bildpunkte mit 25 Bildern pro Sekunde, für NTSC 352 × 240 Bildpunkte mit 29,97 oder 23,976 Bildern pro Sekunde. Das Seitenverhältnis ist 4:3. 16:9 ist nicht vorgesehen. Der Ton ist Stereo. Joint-Stereo, digitaler Surround-Sound, mehrere Tonspuren oder wählbare Untertitel sind auf Video-CDs nicht möglich, Mono-Sound muss bei Bedarf wie bei der Audio-CD durch identische linke und rechte Tonspuren realisiert werden. Die Daten werden also zweimal gespeichert. Die Bitrate muss bei maximal 1.151.929 bit/s für die Bilddaten, genau 224.000 bit/s für die Stereo-Tondaten (im MP2-Format) und genau 1.411.200 bit/s für die gesamten Daten liegen. Letzteres entspricht der Bitrate von Audio-CDs; somit ist die maximale Laufzeit identisch, und Video-CD-Player können dieselbe Laufwerksmechanik wie normale CD-Player verwenden. Variable Bitraten sind nicht vorgesehen. Auf einer standardkonformen Video-CD muss eine Abspielsoftware für CD-i-Spieler gespeichert sein, da diese keine solche eingebaut haben. Diese Software kostet knapp eine Minute Laufzeit.
Video-Spezifikation
- Kompression: MPEG-1
- Auflösung:
  - NTSC: 352×240 Pixel
  - PAL: 352×288 Pixel
- Seitenverhältnis: 4:3
- Framerate:
  - NTSC: 29,97 oder 23,976 Bilder pro Sekunde
  - PAL: 25 Bilder pro Sekunde
- Bitrate: 1.151 Kilobits pro Sekunde (Konstante Bitrate)

Zwar unterstützen viele DVD Player auch die Wiedergabe von VCDs, allerdings ist VCD Video nur kompatibel mit dem DVD-Video-Standard wenn dieses mit 29,976 oder 25 Frames pro Sekunde kodiert ist. Die Auflösungen 352×240 und 352×288 (SIF) wurden gewählt, da sie die Hälfte der horizontalen und vertikalen Auflösung von NTSC sowie der halben horizontalen Auflösung von PAL entsprechen. Das entspricht in etwa der halben Auflösung eines analogen VHS Videos, welches mit ca. 330 horizontalen und 480 vertikalen Pixeln auflöst (PAL: 330 × 576).
Audio-Spezifikation
- Kompression: MPEG-1 Audio Layer 2
- Abtastfrequenz: 44.100 Hertz (44,1 kHz)
- Ausgabe: Dual channel oder Stereo
- Bitrate: 224 Kilobits pro Sekunde (Konstante Bitrate)

Wie bei den meisten CD-basierten Formaten ist VCD Audio nicht kompatibel mit dem DVD-Videostandard, da es Unterschiede in der Abtastfrequenz gibt (DVDs erfordern 48 kHz und VCDs haben 44,1 kHz).

## Bild- und Tonqualität
Die Bildqualität entspricht ungefähr einem VHS-Video, ist allerdings etwas schlechter als bei einer hochwertigen und mit guten Profi-Aufzeichnungsgeräten bespielten VHS-Kassette. Das VHS-typische Bild- und Farbrauschen entfällt zwar, dafür sind auf Video-CDs Unschärfen, Kompressionsartefakte („Klötzchen“, Ringbildung um Objekte) und ruckartige Bewegungen zu erkennen. Die Tonqualität ist wesentlich besser als bei VHS-Randspurton, aber oft schlechter als HiFi-VHS. Die Bildqualität schwankt je nach der verwendeten Enkodier-Software und ihren Einstellungen, kann aber ein gewisses Maximum nicht übersteigen.
Ein weiterer Nachteil der Video-CD ist die gegenüber der TV-Vollauflösung (576 sichtbare Zeilen in Europa, 480 in Amerika) reduzierte Vertikalauflösung (288 bzw. 240 sichtbare Zeilen), d. h. jede zweite Rasterzeile wird „weggeworfen“, wodurch auch das Interlacing des Originalsignals und damit Zeitauflösung verlorengeht. Viele analoge Videoformate, wie z. B. VHS, haben diese Eigenschaft systembedingt nicht.

## Verbreitung
Kommerziell war die Video-CD nur für einen kurzen Zeitraum in Europa verbreitet. Ab 1994 wurden vor allem Spielfilmklassiker und Konzertaufnahmen angeboten. Wegen der maximalen Spieldauer von rund 74 Minuten mussten viele Filme auf mehrere Video-CDs aufgeteilt werden. Filme mit Überlänge, wie Apocalypse Now oder Der mit dem Wolf tanzt, waren sogar auf drei Datenträger verteilt. Bereits 1996 ließ das Angebot an neuen Veröffentlichungen stark nach und verschwand dann gänzlich vom Markt.
Bevor gebrannte Video-CDs in Europa und Amerika verbreitet waren, waren sie schon in Asien sehr populär; dort wurden Video-CD-Rekorder verkauft, mit denen CD-R-Rohlinge bespielt werden können. Gründe waren die im Verhältnis zu VHS wesentlich simplere und robustere Mechanik, geringe Preise für Abspielgeräte und Medien, sowie die im Verhältnis zu VHS-Bändern viel geringere Empfindlichkeit gegenüber hoher Luftfeuchtigkeit; besonders in Südostasien werden VHS-Bänder oft von Schimmel befallen. Die geringen Kosten der Video-CD-Medien und der nicht vorhandene Kopierschutz ließen kommerziell vertriebene illegale Kopien in diesem Bereich wuchern. Das ist vermutlich der Grund dafür, dass dieser Standard durch die Industrie in den USA nie stark unterstützt wurde. Die spätere Verfügbarkeit von wiederbeschreibbaren CD-RWs und billigen CD-Recordern hat zu einer rasanten Verbreitung von privat gebrannten Video-CDs geführt, zumal sie auch von den meisten DVD-Spielern wiedergegeben werden können.
Durch das Aufkommen von DVD-Brennern für den Massenmarkt wurde die Video-CD auch für private Aufnahmen immer mehr durch die DVD ersetzt. Diese hat durch die bessere Bild- und Tonqualität sowie höherer Abspieldauer den Vorteil gegenüber der Video-CD.

## Nachfolger
Der erweiterte Standard und damit der Nachfolger ist die Super Video Compact Disc. Sie verwendet, ähnlich wie DVD-Video, die verbesserte MPEG-2-Kompression und unterstützt variable Datenraten. So wird eine erhöhte Bildqualität gegenüber der Video-CD mit ihrer MPEG-1-Kompression erreicht, allerdings auf Kosten einer nochmals geringeren Laufzeit.

## Video-CD-Abwandlungen
Um die Jahrtausendwende wurden in Online-Foren zahlreiche Abwandlungen der Video-CD entwickelt. Diese sollen bei gleichbleibender oder sogar besserer Qualität eine höhere Spielzeit bieten, um Filme mit einer Laufzeit von rund 120 Minuten auf einer CD-R unterbringen zu können. Viele DVD-Spieler sind in der Lage sogenannte MVCDs oder XVCDs abzuspielen, weil die gleichen Video- und Audiocodecs wie auf einer DVD-Video verwendet werden.
Dabei handelt es sich allerdings nicht um eigenständige Formate, sondern mit Hilfe sogenannter Templates (Vorlagen) lassen sich mit Programmen wie TMPGenc diese nicht standardkonformen Video-CDs erstellen. Technisch unterscheiden sich diese Formate vor allem durch die Verwendung variabler Bitraten, damit kann in ruhigen Szenen die Datenrate reduziert werden, um für aktionsreiche Szenen mehr Datenrate zur Verfügung zu haben. Andere Formate unterscheiden sich zusätzlich noch durch unterschiedliche Einstellungen für Auflösung, Bitrate, Group of Pictures und der eingesetzten Quantisierungs-Matrix.